# Azay-le-Rideau
Azay-le-Rideau é uma comuna francesa na região administrativa do Centro, no departamento Indre-et-Loire. Estende-se por uma área de 27,26 km². Em 2010 a comuna tinha 3 592 habitantes (densidade: 131,8 hab./km²).